# Sucharzów
Sucharzów – wieś w Polsce położona w województwie świętokrzyskim, w powiecie sandomierskim, w gminie Obrazów.
W latach 1975–1998 miejscowość administracyjnie należała do województwa tarnobrzeskiego.

## Historia
W XV w. wieś nosiła nazwę Schuchorzow. Należała ona wówczas do parafii św. Pawła w Sandomierzu, miała 9 łanów będących własnością mieszczan sandomierskich. Brat Jan, dominikanin, syn wójta, kupił tę ziemię za 500 florenów węgierskich i darował klasztorowi św. Jakuba. Z dwóch łanów folwarcznych wszystkie role zostały wydzierżawione za 1 grzywnę rocznie; z ról kmiecych i folwarcznych dawano dziesięcinę kantorii sandomierskiej.
W 1927 r. w 3 domach zamieszkiwało tu 24 ludzi, około 1880 r. było już 7 domów i 42 mieszkańców.